# Johannes Hauer
Johannes Hauer (ur. 12 października 1984 roku w Villingen) – niemiecki aktor teatralny, filmowy i telewizyjny.
Syn nauczycielki i malarki Gabriele Hauer, dorastał w St. Georgen im Schwarzwald. W wieku pięciu lat rozpoczął grę na skrzypcach, odbył tournée z międzynarodowymi młodzieżowymi orkiestrami symfonicznymi w dużej części Europy. Mając siedemnaście lat ze względu na swoje ambicje aktorskie przeniósł się do Monachium, gdzie uczęszczał do Otto-Falckenberg-Schule. W 2005 roku ukończył naukę w Luisengymnasium z maturą. Zdecydował się na karierę aktorską i zdobył swoje pierwsze doświadczenia na scenie w Monachium w przedstawieniach: Ronja, córka zbójnika w Neue Werkbühne (2002–2003) i w Jugendclub Münchner Kammerspiele (2003–2004).
Na małym ekranie debiutował rolą Tronje Lemnitza w jednym z odcinków serialu kryminalnego ZDF SOKO 5113 – pt. Bezbronny (Wehrlos, 2006). Za postać Detlefa w dramacie krótkometrażowym Otzenrath - ostatni dzień (Otzenrath: Last Day., 2006) zdobył Nagrodę Publiczności na międzynarodowym 48. festiwalu filmowym ZINEBI w Bilbao. Stał się znany dzięki roli Bena Sponheima w telenoweli ARD Burza uczuć (Sturm der Liebe), którą grał od jesieni 2007 do listopada 2010.